# Acomys louisae
Acomys louisae е вид бозайник от семейство Мишкови (Muridae).

## Разпространение
Видът е разпространен в Джибути, Етиопия, Кения и Сомалия.